# Микитенко Наталія Олександрівна
Ната́лія Олекса́ндрівна Миките́нко (нар. 4 травня 1974 року, Львів) — педагог, доктор педагогічних наук (2012), доцент (2009), професор (2015).

## Біографічні дані
Народився 4 травня 1974 року у Львові.
У 1997 році закінчила Львівський університет, де й відтоді працює: з 2017 року — завідувач кафедри іноземних мов для природничих факультетів.

## Наукова робота
Проводила наукові дослідження комунікативного підходу до навчання іноземної мови у ЗВО; методика навчання англійської мови. Співавторка підручника «English for Students of Ecololgy» (Львів, 2015).
Під керівництвом вченої захищено 14 дисертацій на здобуття наукового ступеня кандидата педагогічних наук (зі спеціальностей — теорія і методика навчання (германські мови); теорія і методика професійної освіти) та 2 дисертації на здобуття наукового ступеня доктора філософії зі спеціальності — професійна освіта.
Член редакційної колегії Наукового вісника Львівського національного університету імені Івана Франка — Серії «Іноземна філологія» та «Педагогічної серії», Наукового вісника Ужгородського університету — Серії «Сучасні дослідження з іноземної філології» та Серії «Педагогіка. Соціальна робота».
Авторка та співавторка 103 наукових та навчально-методичних праць, у тому числі 2 монографій, 66 статей у наукових періодичних виданнях України, зарубіжних наукових періодичних виданнях, 12 посібників та 1 підручника з англійської мови для майбутніх фахівців природничих спеціальностей.

### Основні праці
За ЕСУ:
- Теоретичні основи формування іншомовної професійної компетентності майбутніх фахівців природничих спеціальностей. — Т., 2011;
- Технологія формування іншомовної професійної компетентності майбутніх фахівців природничого профілю. — Т., 2011;
- Якісні показники ефективності технологій формування іншомовної професійної компетентності майбутніх фахівців природничого профілю // Наук. зап. Терноп. пед. університету. — Сер. Педагогіка. — 2015. — № 1;
- Концепція поетапного розвитку іншомовної комунікативної компетентності майбутніх фахівців нефілологічного профілю у вищих навчальних закладах // Там само. — 2016. — № 4 (співавтор);
- Developing Academic Literacy: EAP for Science Majors. — Л., 2017 (співавтор)[1].

## Нагороди
- Подяка ректора Львівського національного університету імені Івана Франка;
- Грамота голови Львівської обласної організації профспілки працівників освіти і науки України;
- Почесна грамота Кабінету Міністрів України[2].